# Cantone di Sarcelles
Il Cantone di Sarcelles è una divisione amministrativa dell'Arrondissement di Sarcelles.
È stato istituito a seguito della riforma dei cantoni del 2014, che è entrata in vigore con le elezioni dipartimentali del 2015.

## Composizione
Comprende il solo comune di Sarcelles.